# Golfo di Trieste
Il golfo di Trieste è un'insenatura dell'Alto Adriatico settentrionale, compresa tra l'isola di Grado (Friuli-Venezia Giulia) e punta Salvore (in Croazia).

## Descrizione
Ha un'estensione di circa 550 km² con profondità media di 16 m e massima di circa 25 m, che raggiunge nei pressi di Pirano e l'imboccatura è ampia 21 km. La costa ha fondali bassi e sabbiosi nel tratto occidentale, caratterizzato dalla presenza di numerose trezze, mentre il resto del litorale, dalle foci del Timavo in poi, è in prevalenza alto e roccioso in quanto si trova a ridosso dell'altopiano del Carso. Nel tratto italiano sfociano i fiumi Isonzo e Timavo, in quello sloveno i fiumi Risano e Dragogna, quest'ultimo al confine con la Croazia.
La città di Trieste si trova nella parte più interna e orientale; gli altri centri urbani rilevanti che affacciano sul golfo sono Monfalcone, Duino, Muggia, Capodistria, Isola d'Istria e Pirano. Sul golfo si affacciano anche le riserve naturali regionali della valle Cavanata, della foce dell'Isonzo e delle falesie di Duino, nonché la Riserva naturale marina di Miramare in Italia, la riserva naturale di Strugnano, le aree marine protette di punta Madonna e punta Grossa e il parco naturale delle saline di Sicciole. È il golfo più settentrionale del mondo dove esiste un clima di tipo mediterraneo.

## Galleria d'immagini

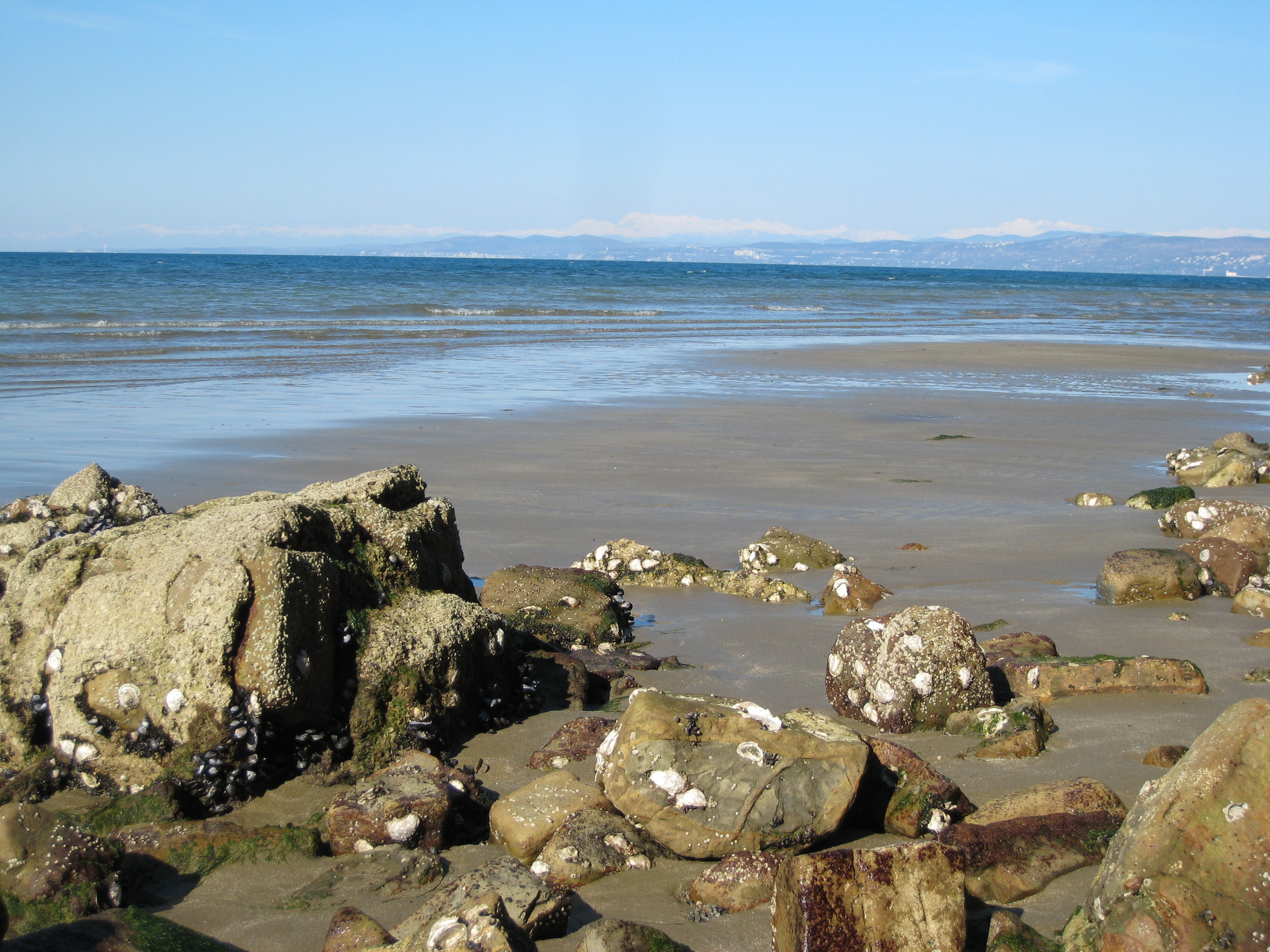
Il golfo di Trieste con le cime innevate delle Alpi Giulie sullo sfondo
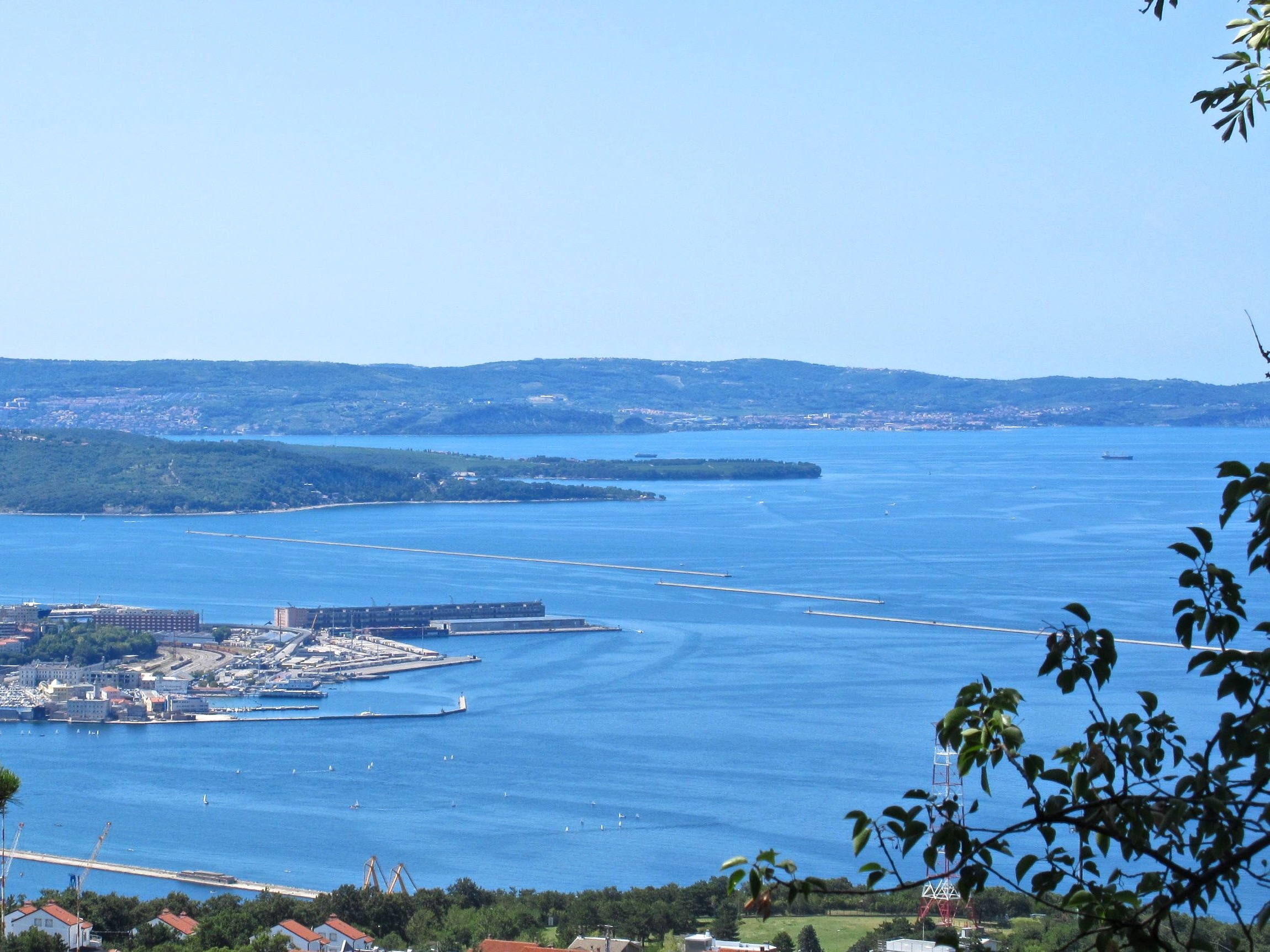
Punta sottile e Punta Grossa nel golfo di Trieste
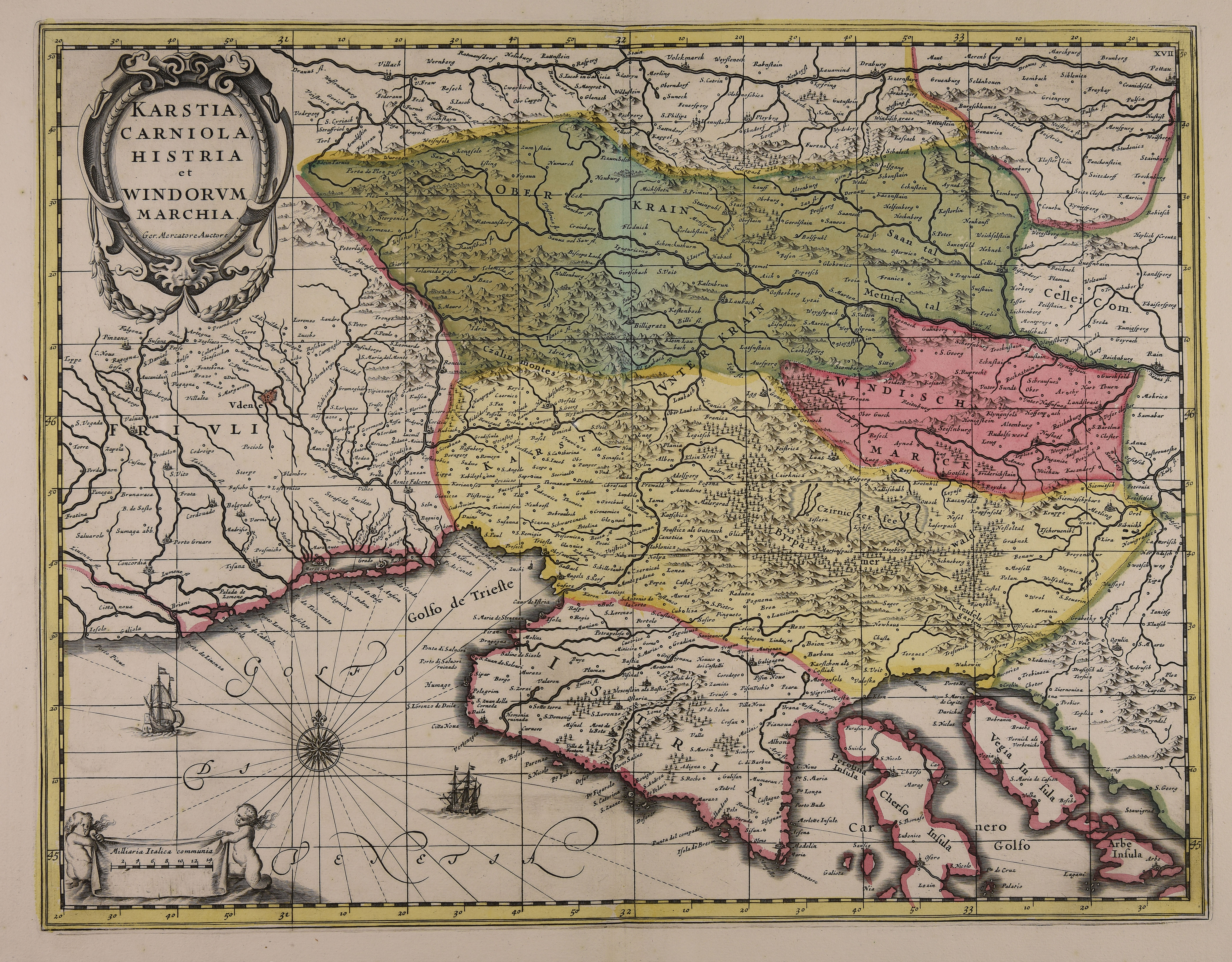
Il golfo di Trieste in una mappa del XVII secolo